# Maja Ekelöfs plats
Maja Ekelöfs plats är ett torg i centrala Karlskoga, beläget intill Alfred Nobels torg i Karlskoga centrum. Torget fick sitt namn den 19 oktober 2019 och är uppkallat efter författaren och städerskan Maja Ekelöf.